# ノク文化

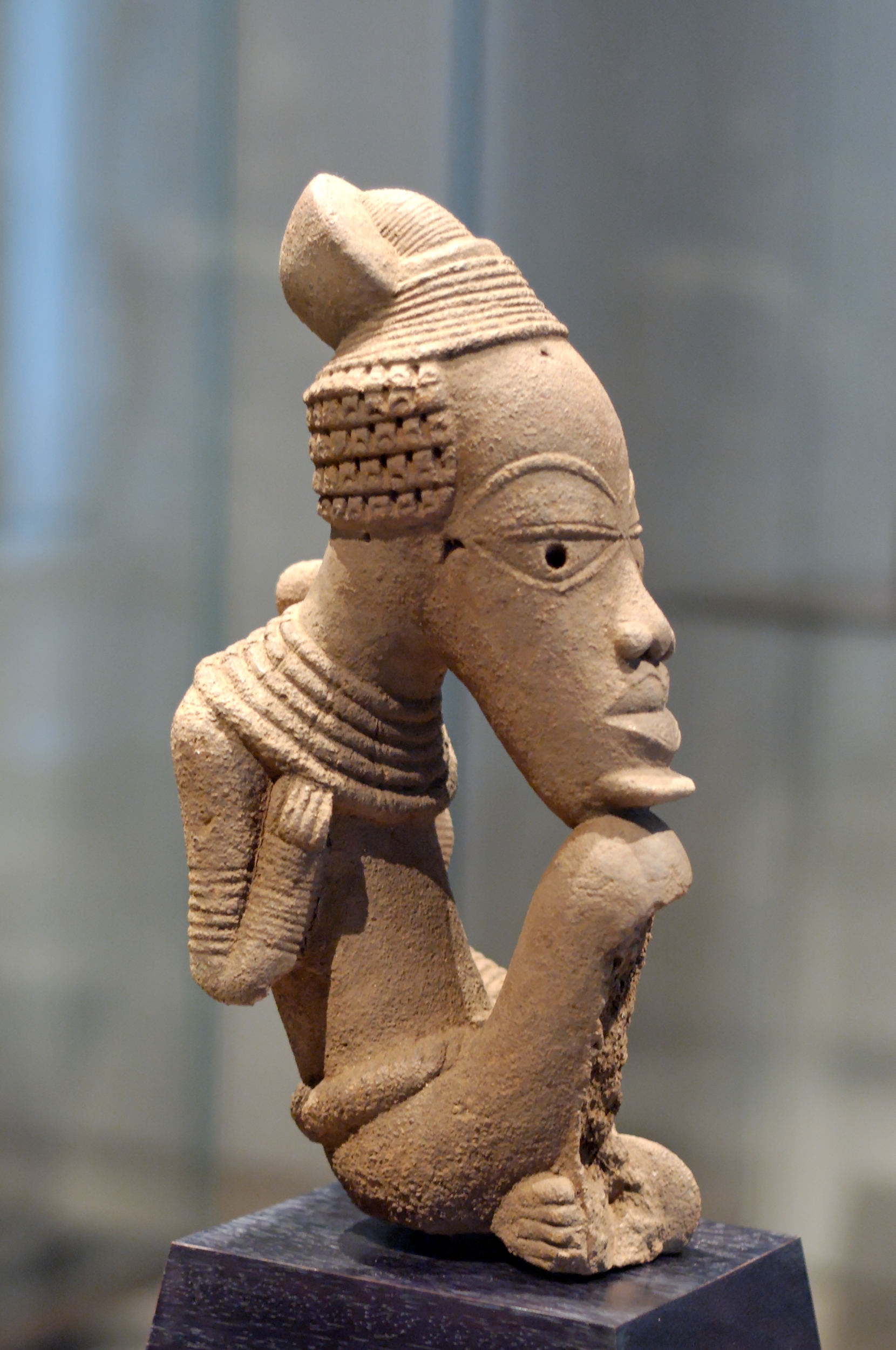
ルーブル美術館に展示されたノク文化の土偶

ノク(Nok)文化は、ギニア湾岸（上ギニア）のナイジェリア中央部、ジョス高原(Jos plateau)を中心に概ね紀元前10世紀から紀元後6世紀頃に栄えた鉄器文化。

## 発見及び研究史

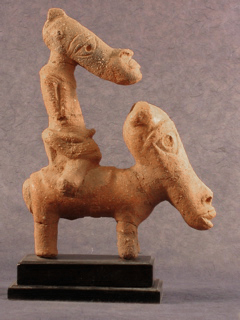
馬に乗る男の土偶

1928年に、イギリスの鉱山技師のJ. Dent Youngによって、錫露天掘り鉱山とその周辺に広がる河川礫層の採掘作業中にサルの頭の横顔の形をした土偶の破片が偶然発見されたことが契機となった。1943年に、ナイジェリア地理学調査局(Geological Survey of Nigeria)の報告が、イギリス人考古学者バーナード＝ファッグ(Bernard  Fagg)にもたらされて以降、これらの土偶の観察や収集を行ってひとつの文化的伝統を構成すると考えたファッグは、鉱山の近くにあったカドルナ州ノク村の名前にちなんでこれをノク文化と名づけた。1960年代におけるサムン・ドゥキヤ(Sumun Dukiya)でのアンジェラ・ファッグ(Angela Fagg)による発掘調査、1963年のロベール・ソーパー(Robert Soper)によるKatsina Alaの発掘調査及びバーナード・ファッグのタルガでの調査でテラコッタの土偶とともに土器片が発見されている。

## 年代
当初は、攪乱中の遺物しかなく、年代は不明であったが、タルガ(Taruga)とサムン・ドゥキヤ(Sumun Dukiya)の調査で、ノク時代のものである居住層が確認された。いくつかの試料から放射性炭素年代測定が行われ、この居住層の年代は、紀元前5世紀から紀元後3世紀のものであるという測定値が出された。最近は、ノク文化の開始については、紀元前900年ごろまでさかのぼる一方、熱ルミネッセンス法によって、紀元後6世紀の作という測定結果の出た土偶もあり、その終末については、かなり遅れるのでは、と考えられはじめている。

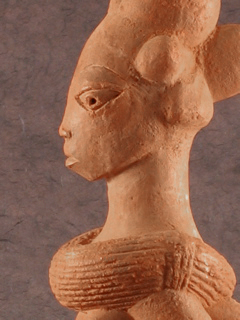
ノク文化の土偶

## 土偶
ノク文化の土偶の種類は人物の頭部、全身像、象、蛇、サルなどの動物や家畜などがあるが完全なものはなく、おそらく呪術的な儀礼の際に破壊されたと考えられている。図像的特徴は、逆三角形ないしは半円形に沈線で縁取られた大きな目で円形の穴を開けて瞳にしている。人物像については、その風貌はネグロイドで髪型もいろいろな種類が見られる。また斧を担いだ人物像や、ビーズやペンダント、ブレスレッド、なかには、耳や唇にまでアクセサリー類をつけた人物像まであり、当時の風俗を知るうえで貴重な資料となっている。

## ノク文化の土器
ノク文化の土器はミシン目状に盛り上がった斑点状の施文がなされるもの、肥厚し、外反する口縁端部に沈線が施されるタイプ、器面に盛り上がった斑文と断続的な沈線が施されるもの、おなじように丸い斑紋が口縁部の内側に施されるもの、沈線が一本か複数本器面に帯をつくるように一定の間隔で施され、その間に蜂の巣のように細かくつついたあなが施されている。胴部全体に網目状の文様と細かいあなが施されているタイプがある。胎土は土偶と同じ混和材や鉱物が含まれているという特徴がある。

## ノク文化の公共建造物
ノク文化の集落遺跡は、山頂のような場所で確認されることが多く、土器片や土偶の破片が散布している。そのような遺跡では遺物とともに地表面のあちらこちらに長さ数百m以上に及ぶ石材を用いた構築物がみられる。特に周壁の残骸のようなものがみられることがある。集落を防御するための囲壁と考えられ、石材には花崗岩が用いられている。特に印象的な好例としてKochina遺跡が挙げられる。集落の中央部分にも巨石の石板が壁状に建てられていることがある。このような遺構はノク文化において大規模な協同作業が行われていたことを示している。

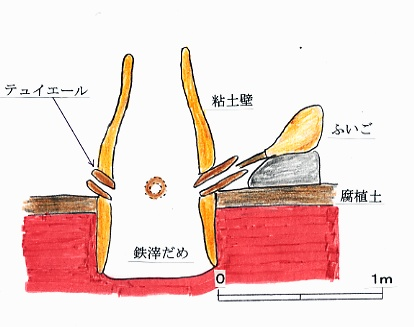
ノク文化の溶鉱炉

## 溶鉱炉
タルガやサムン・ドゥキヤのノク文化の居住層からは、土偶や土器のほかにノク人が鉄の生産を行っていたことを示す溶鉱炉跡の遺構が検出された。炉は、深さ50～60cmくらいほど、直径1mほどの穴を掘り下げ、粘土壁を筒状に人間の背の高さくらいに作って、地表面と粘土壁の付け根部分にふいごをつけたものである。主な鉄製品としては矢と槍先に着ける刃物や尖頭器があるが、腕輪も製作することがあったようである。ノクの鉄器の鋳造は、アフリカの他の地域と比較しても最古の部類に属すると考えられている。

## 影響
また、1998年サザビー社のアフリカ、オセアニア、アメリカ先住民美術部長でマリの土偶研究の第一人者として知られるBernard De Grunneは、これまで、ナイジェリアのイフェ文化へ継承されるとされてきた、ノクのテラコッタについて、中南部アフリカのバンツー文化の彫刻に与えた影響についてまで論じる研究を行っている。